# علی اسدی کرم
علی اسدی کرم نماینده شهر بابک (کرمان) در دوره دهم مجلس شورای اسلامی است.

## نتایج آرا
علی اسدی کرم با کسب ۱۶ هزار و ۹۵۶ رأی، از حوزه انتخابیه شهربابک راهی بهارستان شد. مصطفی رضاحسینی ۱۳ هزار و ۹۸۳ رای و حسین فتاحی ۱۲ هزار و ۷۶۴ نیز کسب کردند.